# Réserve naturelle nationale de la combe Lavaux-Jean Roland
La réserve naturelle nationale de la combe Lavaux-Jean Roland (RNN157) est une réserve naturelle nationale de la côte dijonnaise située en Côte-d'Or. Créée en 2004, elle occupe une surface de 487 ha et protège un cirque rocheux et ses abords.

## Localisation

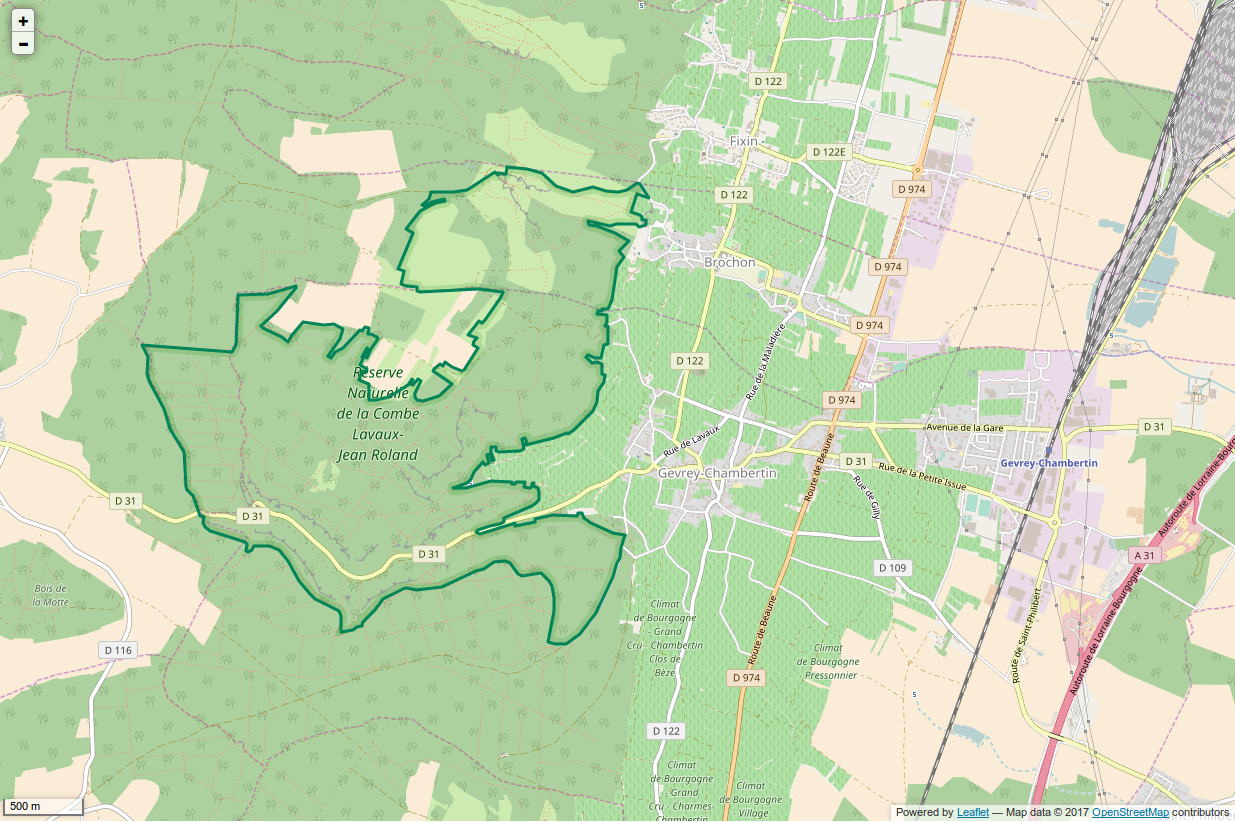
Périmètre de la réserve naturelle.

La réserve naturelle se trouve dans la côte dijonnaise, bordure calcaire de la plaine de Saône, sur les communes de Gevrey-Chambertin et Brochon dans le département de la Côte-d'Or. La combe Lavaux présente l’aspect d’un cirque rocheux abrupt en haut duquel se détachent de gigantesques monolithes et dont les éboulis sont couverts d’une végétation forestière et de buis.
La réserve naturelle inclut le bois des Grandes Moissonières, la combe Saint Martin, le Plain des Essoyottes, la combe Chaudron, la Grande Bossière, la combe du Moine, les friches et la combe de Brochon.
La réserve naturelle doit son nom au naturaliste d'origine dijonnaise qui a été de 1992 à 2004 le directeur de l'association devenue depuis "Réserves naturelles de France".

## Histoire du site et de la réserve
Le site est un site classé depuis 1936.

## Écologie (Biodiversité, intérêt écopaysager…)
Vallées, devenues sèches, dirigées d'est en ouest et s'ouvrant sur la plaine, les combes de la réserve naturelle figurent parmi les plus représentatives de ce type de paysage. On y trouve des belles falaises calcaires dont la hauteur atteint plus de 30 m. Elles attirent des espèces spécialisées telles que le Daphné des Alpes, un petit arbuste des fissures rocheuses, ou le faucon pèlerin qui y trouve de bonnes conditions de nidification et de chasse.
Les orientations nord et sud des versants de ces combes encaissées créent un contraste saisissant dans la végétation. Le versant exposé au sud (adret) présente les conditions de chaleur et de luminosité requises pour des espèces méridionales souvent éloignées de leur foyer principal.
Le versant nord (ubac) est plus froid, ombragé et humide et se couvre d'une futaie de hêtres. Sur le haut du plateau, des pelouses sèches prospèrent et un petit marais subsiste sur des dalles non fissurées.

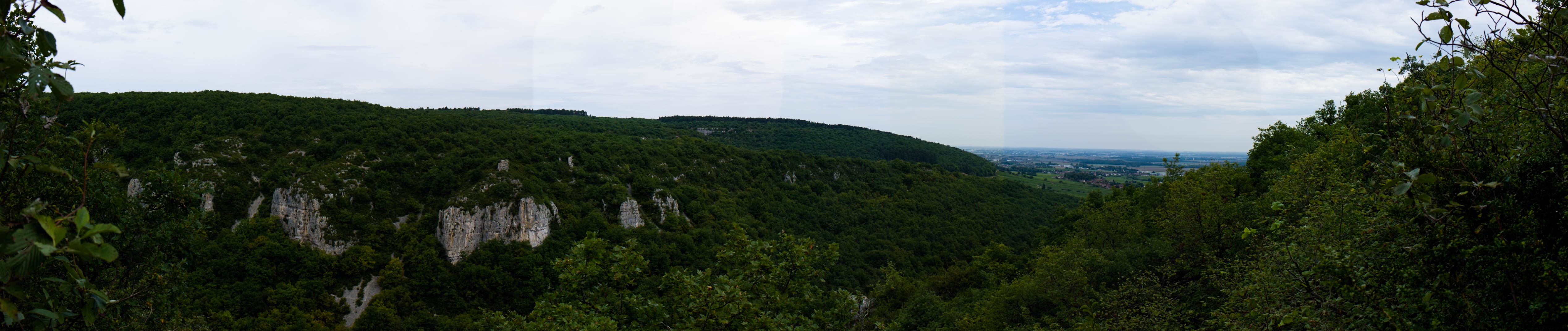
Panorama

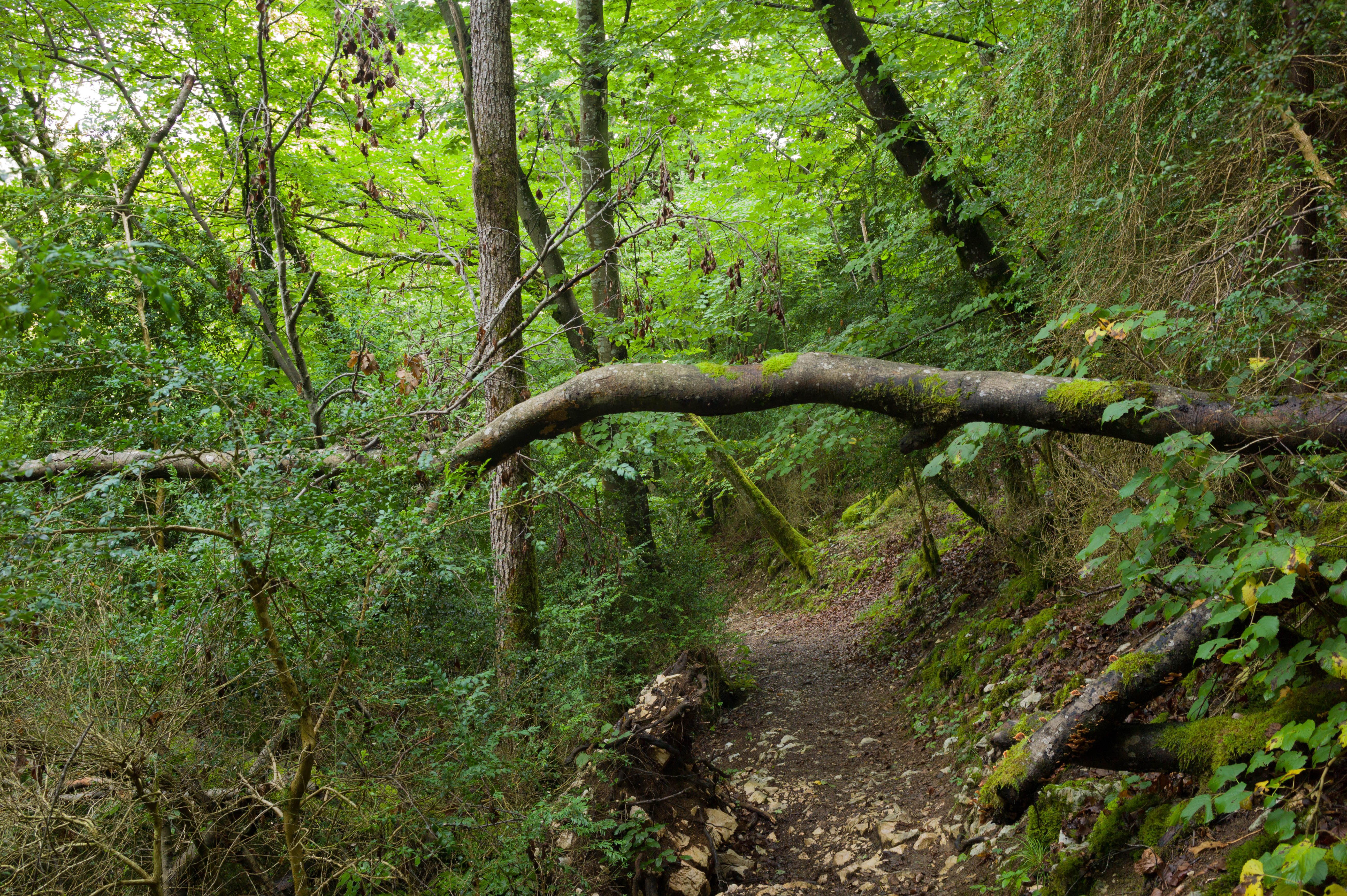
Chemin forestier
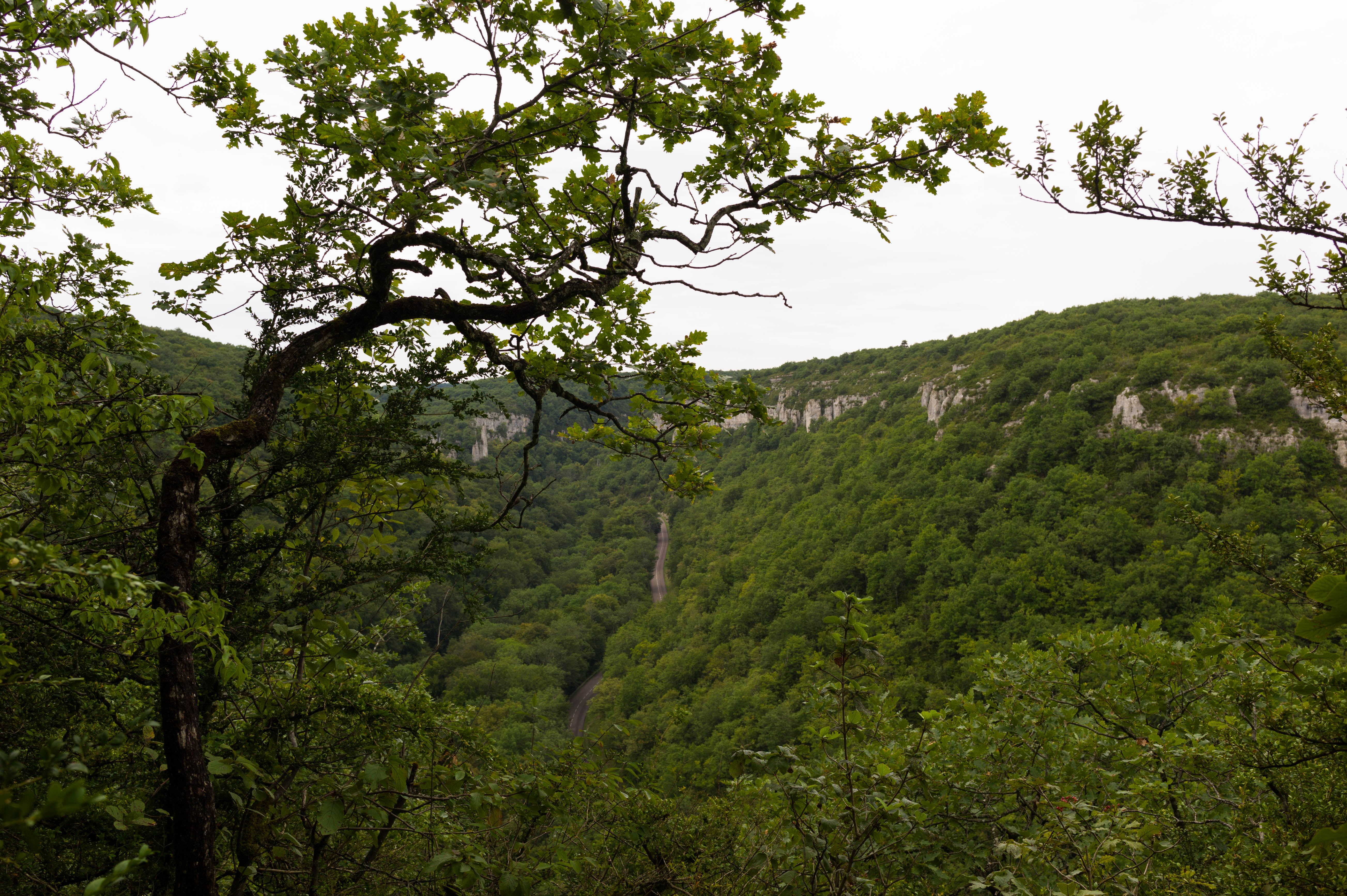
Vue d'un belvédère
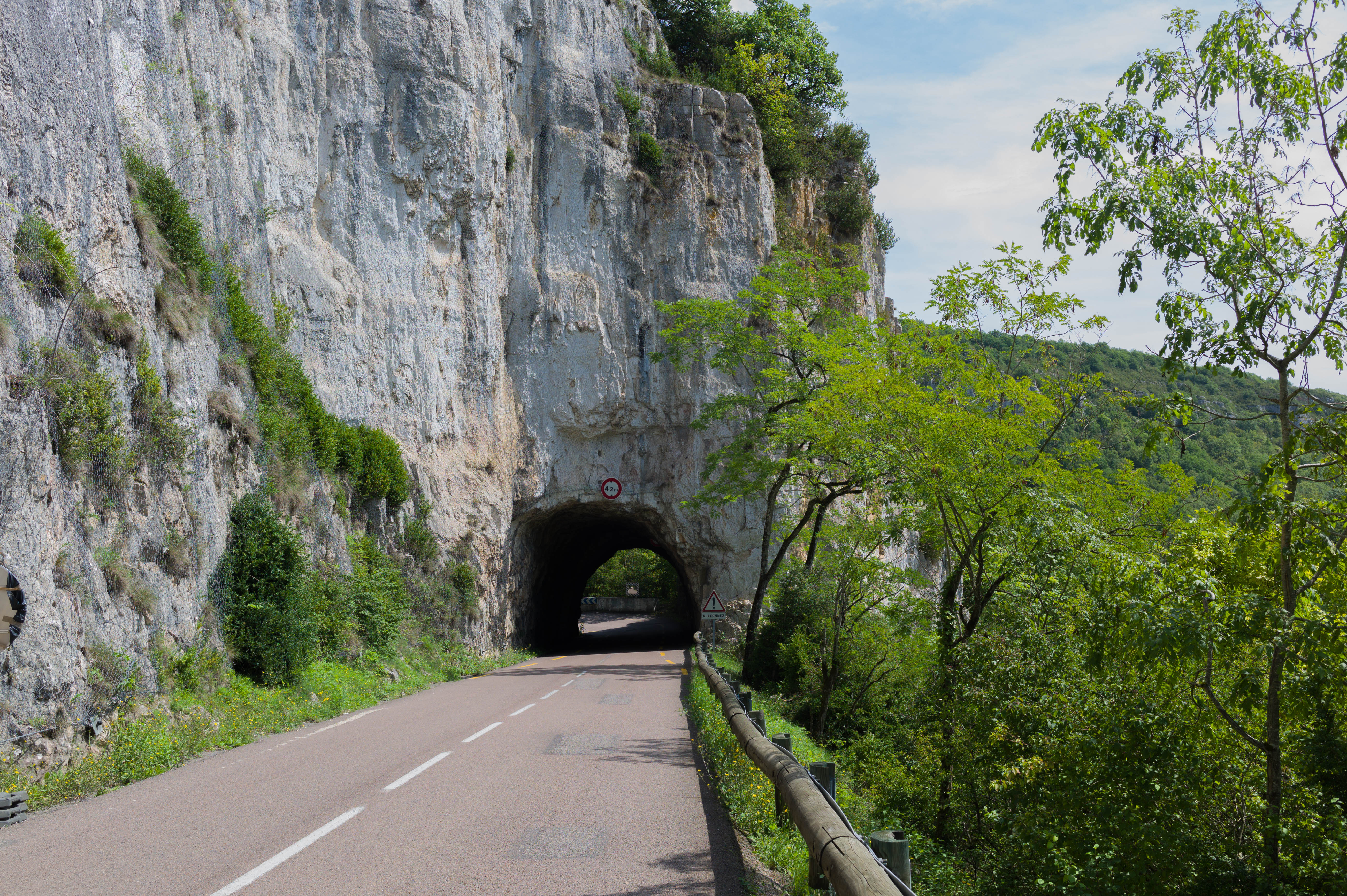
Route et tunnel

### Flore
Les adrets accueillent le buis, l'amélanchier à feuilles ovales, le nerprun des Alpes, le baguenaudier et l'érable à feuilles d'obier. En ubac, on trouve la dentaire pennée qui s'accommode du manque de lumière. À noter, sur la falaise, la présence d'une espèce endémique mondiale : la lunetière de Dijon. Les pelouses sèches varient leur composition floristique selon l'épaisseur du sol. On y trouve le stipe penné. Sur la corniche, les coussins parfumés de framboise de l'anthyllide des montagnes cachent la seule station bourguignonne du scorsonère d'Autriche. Le petit marais abrite la canche intermédiaire, la valériane tubéreuse, le cresson rude, la ciboulette et la véronique en épi.
On peut encore citer sur la réserve naturelle le limodore à feuilles avortées, l'aster linosyris, l'iberis intermédiaire, la lunetière lisse, l'inule des montagnes, le cytise étalé et le laser de France.

### Oiseaux
La Combe Lavaux est un site de nidification du Faucon pèlerin et du Circaète Jean-le-Blanc

### Reptiles
On trouve sur le site la Couleuvre d’Esculape (Elaphe longissima) et la Couleuvre verte et jaune (Coluber viridiflavus).

## Intérêt touristique et pédagogique
Situées à proximité de l'agglomération dijonnaise, les combes sont bien connues et fréquentées par les promeneurs, les randonneurs et les grimpeurs. Le site est parcouru de sentiers et a une fréquentation très importante aussi bien pour la randonnée pédestre que pour l'escalade.

## Administration, Plan de gestion, règlement
La réserve naturelle est gérée par la Communauté de communes de Gevrey-Chambertin et l'Office national des forêts Bourgogne Est.

### Outils et statut juridique
La combe Lavaux a acquis le statut de réserve naturelle nationale en 2004,. C'est la première réserve naturelle créée dans le département de la Côte-d'Or.
La combe Lavaux fait partie de la ZNIEFF de type I de la Côte dijonnaise et du site Natura 2000 de l'Arrière côte de Dijon et de Beaune, bénéficiant d'un statut de zone de protection spéciale reconnu au niveau Européen.